# John Calley
John Nicholas Calley (Jersey City, 8 luglio 1930 – Los Angeles, 13 settembre 2011) è stato un produttore cinematografico statunitense.

## Biografia
Fu presidente ed amministratore delegato della Sony Pictures Entertainment per tutto l'arco del 1998. Fu candidato insieme a Mike Nichols e Ismail Merchant all'Oscar al miglior film con Quel che resta del giorno alla 66ª edizione della cerimonia di premiazione degli Academy Awards, riconoscimento poi andato a Schindler's List di Steven Spielberg. Sempre con Quel che resta del giorno fu candidato assieme a Ismail Merchant, Mike Nichols e James Ivory al BAFTA al miglior film all'edizione 1994 dei Premi BAFTA.

## Vita privata
Collezionista di auto d'epoca, fu sposato con l'attrice ceca Olga Schoberová, ex compagna di Brad Harris. La coppia adottò una bambina, Sabrina, ma divorziò nel dicembre del 1992.
In seguito Calley conobbe l'attrice Meg Tilly; i due si sposarono il 13 ottobre 1995. A seguito di problemi con la moglie, si separò e ottenne il divorzio il 2 febbraio 2002.

## Filmografia
- Face in the Rain (1963)
- Letti separati (The Wheeler Dealers) (1963)
- Tempo di guerra, tempo d'amore (The Americanization of Emily) (1964)
- Castelli di sabbia (The Sandpiper) (1964)
- Il caro estinto (The Loved One) (1965)
- Cincinnati Kid (The Cincinnati Kid) (1965)
- Cerimonia per un delitto (Eye of the Devil) (1966)
- Piano, piano non t'agitare! (Don't Make Waves) (1967)
- Base artica Zebra (Ice Station Zebra) (1968)
- Ardenne '44, un inferno (Castle Keep) (1969)
- Comma 22 (Catch-22) (1970)
- L'ombra di mille soli (Fat Man and Little Boy) (1989)
- Cartoline dall'inferno (Postcards from the Edge) (1990)
- Quel che resta del giorno (The Remains of the Day) (1993)
- Closer (2004)
- Il codice da Vinci (The Da Vinci Code) (2006)
- The Company - serie TV (2007)
- Il club di Jane Austen (The Jane Austen Book Club) (2007)
- Angeli e demoni (Angels & Demons) (2009)